# Unda Priedīte
Unda Priedīte (ur. 18 kwietnia 1986 w Rydze) – łotewska siatkarka, reprezentantka kraju. Do reprezentacji została powołana w maju 2006 roku. Jako juniorka grała w siatkówkę plażową.

## Kluby
- FK Ryga

## Osiągnięcia
9. miejsce FIVB Junior